# Вурманкаси (Яншихово-Челлинське сільське поселення)
Вурманка́си (рос. Вурманкасы, чув. Вăрманкас) — присілок у складі Красноармійського району Чувашії, Росія. Входить до складу Яншихово-Челлинського сільського поселення.
Населення — 46 осіб (2010; 52 у 2002).
Національний склад:
- чуваші — 98 %